# Crudelius est, quam mori, semper timere mortem
Crudelius est, quam mori, semper timere mortem (лат. изговор: круделијус ест, квам мори, семпер тимере мортем). Страшније је увијек се бојати смрти него умријети. (Сенека)

## Поријекло изреке
Ову изреку је изрекао почетком нове ере познати римски књижевник и филозоф Сенека.

## Изрека у српском језику
Плашљивац умире стотину пута, храбар само једанпут!

## Тумачење
Страшније се увијек бојати смрти него једном умријети. Плашљивац умире по стотину пута!